# Бердянка (річка)
Бердя́нка — річка в Полтавської області, ліва притока Дніпра. Тече територією Кременчуцького району. Впадає у Дніпро між річками Псел і Ворскла.